# Botte sifone

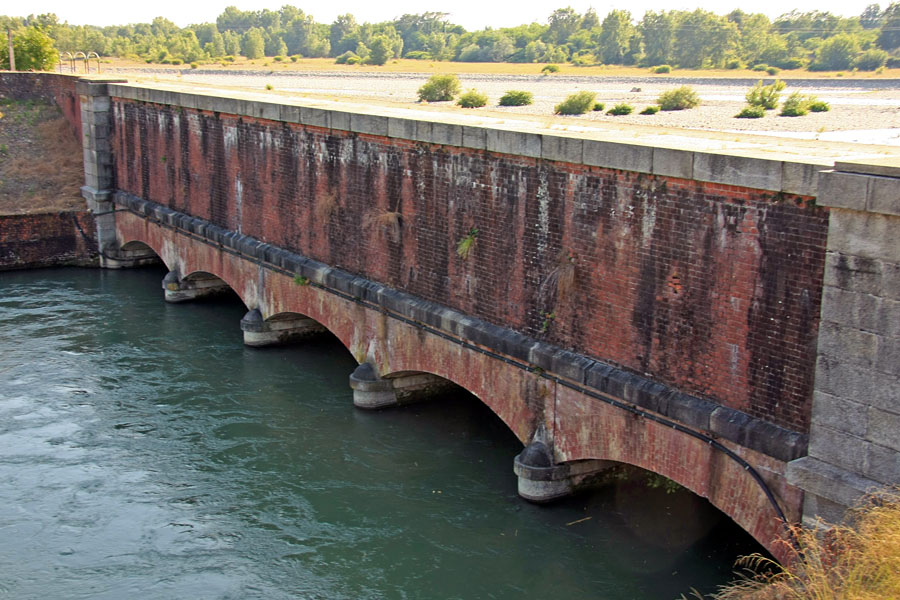
La tomba a sifone del Canale Cavour per sottopassare il Sesia

La botte a sifone (o tomba a sifone o ancora, più semplicemente, botte o sifone) è, in idraulica, un manufatto solitamente costituito da due pozzetti in calcestruzzo collegati da un condotto in leggera pendenza, mediante il quale si fa passare un canale o un corso d’acqua sotto una strada, una ferrovia, attraverso una collina o anche sotto un altro corso d'acqua.
Il canale o corso d'acqua quindi scende sotto terra, passa sotto l'ostacolo, per poi riemergere in superficie, transitando là dove non potrebbe farlo al livello della superficie del terreno per via dell'ostacolo.
Esempi notevoli in Italia di questo tipo di manufatto sono il sottopasso di alcuni importanti corsi d'acqua dell'alta pianura padana come l'Elvo, il Sesia o l'Agogna effettuato dal Canale Cavour. Altro esempio ottocentesco è quello del canale scolmatore del Lago di Bientina, ora prosciugato, che sottopassa l'Arno. Un ulteriore esempio dello stesso tipo di applicazione si trova nella botte napoleonica sita a Bondeno (provincia di Ferrara), concepita agli inizi dell'Ottocento e messa in opera circa un secolo dopo, che convoglia le acque del canale di Burana sotto il letto del fiume Panaro.